# Tibul

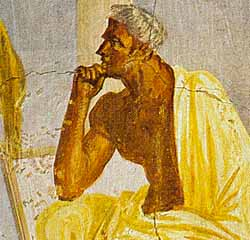
Albi Tibul (c. 54-19 aC)

Albi Tibul (llatí: Albius Tibullus; Gabis, 55 aC - Roma, 19 aC) fou un poeta líric llatí. Va florir en temps d'August, i pertanyia al cercle de Messal·la.

## Biografia
Nascut a Gabis, una ciutat del Laci, procedia d'una família acabalada de l'orde eqüestre, que havia sofert les confiscacions del segon triumvirat. De la seva joventut no se'n sap res. Les terres dels seus ancestres eren a Pedum, entre Tibur i Preneste. Probablement part de la seva propietat o tota fou perduda en les guerres civils, per confiscació, però en va conservar una part o la va recuperar, potser gràcies a Messal·la, que després va ser el seu patró. Com a membre de la classe eqüestre, es va veure obligat, contra la seva voluntat, a convertir-se en soldat i complir el temps de servei habitual (deu anys).
Va figurar en el cercle de Marc Valeri Messal·la Corví, de qui era íntim amic i a qui dedicà un famós panegíric, que s'ha conservat. No va voler seguir al seu patró Messal·la en la guerra entre Octavi (August) i Marc Antoni fins al 31 aC (en el bàndol d'August) però sí que el va acompanyar com a contubernalis (una mena d'ajudant de camp) el mateix 31 aC per reprimir una revolta a Aquitània. La campanya fou victoriosa i Messal·la va obtenir el triomf el 27 aC després de 4 anys. Tibul va estar present a la batalla d'Àtax (Aude), que fou decisiva per sufocar la revolta; probablement fou Tibul qui va rebre la submissió de les tribus o d'una part i va acompanyar al seu patró en el triomf. El 30 aC Messal·la fou enviat a Orient per organitzar l'Imperi sota la direcció única d'August, i Tibul el va acompanyar però pel camí es va posar malalt i va haver de romandre a Còrcira, d'on, quan es va recuperar, va tornar a Roma. Es va dedicar llavors a la poesia, acabant així la seva activitat política.
La seva poesia és, tanmateix, pacifista, i enyora la pau i la senzillesa dels vells costums camperols romans. Entre els seus amics hi hagué altres poetes pertanyents al cercle de Gai Cilni Mecenàs, com Horaci, Virgili, Properci i el jove Ovidi, que va dedicar-li a la seva mort una elegia sentida.

## Obra
S'han conservat dos llibres d'elegies seves, que conformen l'anomenat Corpus Tibullianum; conté, a més, un tercer llibre amb poemes tradicionalment atribuïts a Tibul, però modernament assignats a altres autors o a imitadors.

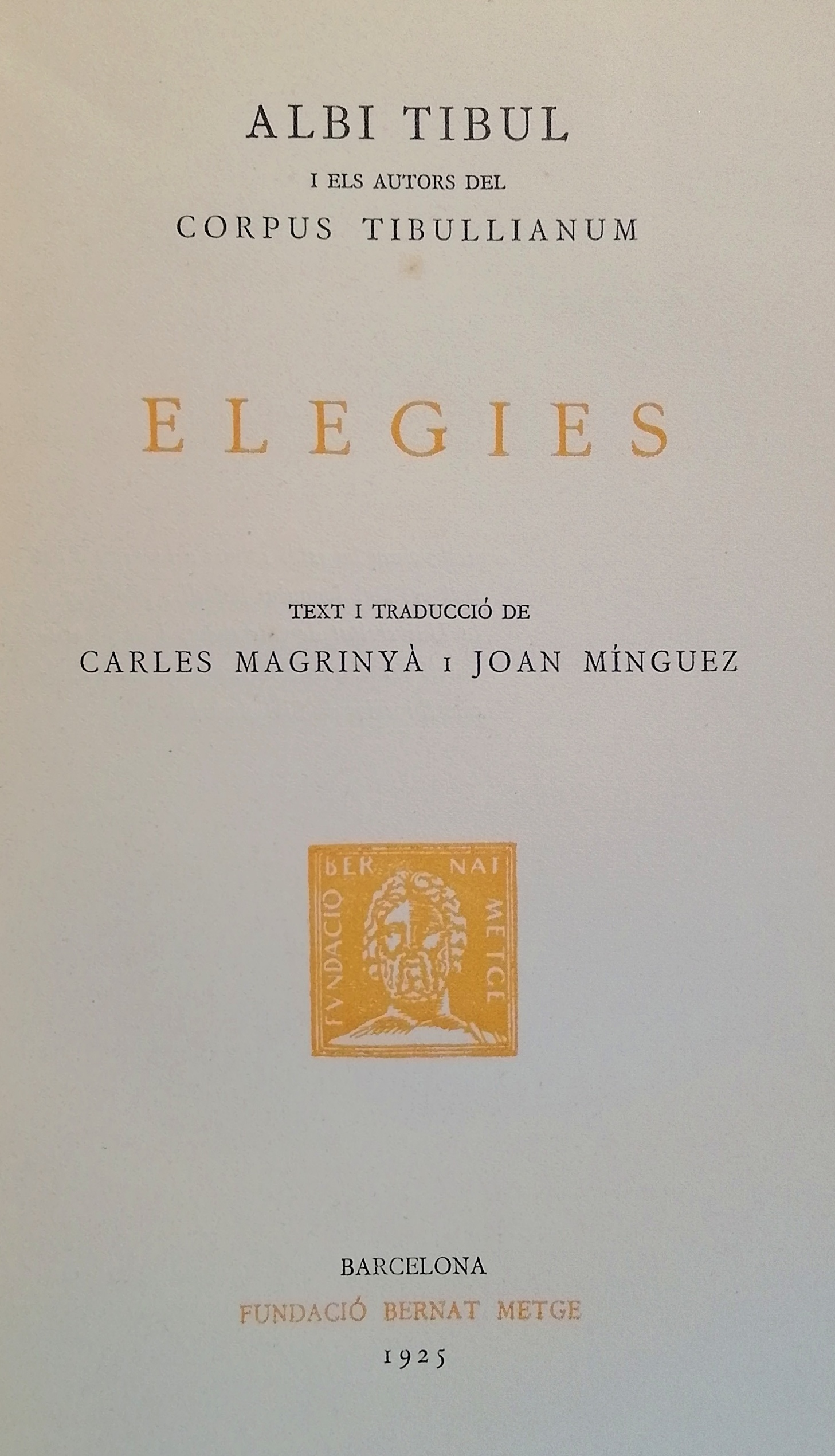
Elegies de Tibul, traducció catalana publicada a Barcelona per la Fundació Bernat Metge dins la Col·lecció Fundació Bernat Metge l'any 1925

El primer llibre, de sis o deu elegies, està dedicat a Dèlia, una dona casada d'origen plebeu, el veritable nom de la qual, mètricament equivalent, era Plània, Plància o Plàucia (Dèlia és el seu equivalent grec). Aquesta Dèlia era probablement una hetera a la qual aspirava a tenir com a amant i amb la que havia començat la relació abans de partir cap a Aquitània. Però sembla que Dèlia no li fou fidel en la seva absència; quan va tornar de Còrcira, Dèlia era malalta, i la va atendre afectuosament, esperant començar amb ella una vida tranquil·la, però un home més ric el va substituir, fins que ella finalment es va casar.
El segon es compon de sis poemes dirigits a una nova amant anomenada Nèmesi, nom de la deessa de la Venjança, dona per la qual va experimentar una gran passió, però la identitat de la qual és segurament fictícia i inventada pel mateix poeta. Amb tot, podria ser una cortesana als braços de la qual va caure quan va ser rebutjat per Dèlia.
De les poesies d'Horaci també es coneix el seu amor per una dona de nom Glicera, que no pot ser confós amb Dèlia o amb Nèmesi. Horaci li retreu la dedicació a aquesta nova amant, despietada i que no li fa cas. Ovidi, en canvi, parla només de Dèlia i Nèmesi com a amants de Tibul. Els poemes dels seus contemporanis mostren a Tibul com una persona senzilla i amable, i Horaci lloa la puresa del gust de Tibul i els seus exquisits poemes.
Els seus temes preferits són l'amor, malaltís i gairebé romàntic, la mort i el rebuig a la guerra, al comerç i a la riquesa, en pro del conreu de la vida camperola senzilla i tranquil·la al costat de l'aimia. La seva predilecció pel fet bucòlic l'acosta a Virgili. L'estil de Tibul és clar i clàssic, al contrari del de Properci, i prescindeix de l'ornamentació mitològica alexandrina.

### Corpus Tibul·lià
El tercer llibre del Corpus Tibullianum, i al seu torn, d'ençà del segle xv, se sol dividir en dos: el tercer llibre pròpiament dit i el quart llibre. En el tercer llibre pròpiament dit, l'autor es fa dir Lígdam, un imitador, que havia de ser més jove, car havia nascut el 43 aC (l'any de la batalla de Mutina). Dins el quart llibre hi ha poemes d'autors del cercle de Messal·la, entre els quals onze de la poeta Sulpícia, neboda de Messal·la, i altres composicions, qualcuna atribuïble a Tibul i d'altres que, amb tota seguretat, no són obra seva. Les poesies de Sulpícia parlen dels seus amirs amb el jove Cerint (nom que cal considerar com a fictici), que probablement reflectia la seva vida. Per encàrrec del seu oncle Tibul hauria escrit els poemes del cercle de Messal·la.

#### Tíbul Flac
Fulgenci, un gramàtic tardoantic, cita un vers d'un autor que anomena Tíbul Flac (llatí: Tibŭlus Flaccus) en una obra que anomena Melaene. Durant un temps es considerà un autor de mims d'època desconeguda; actualment es considera que tal autor no va existir mai: es tracta d'un vers de reminiscències plautianes i el nom correspon als cognomina de Tibul i d'Horaci (Flac).

## Traduccions catalanes
- Elegies. Traductors: Carles Magrinyà i Joan Mínguez. Col·lecció Fundació Bernat Metge, any 1925.